# Le idee ricostruttive della Democrazia Cristiana

Le idee ricostruttive della Democrazia Cristiana est une brochure signée « Demofilo » et diffusée clandestinement le 26 juillet 1943 en Italie. Dans ce texte, Alcide De Gasperi, le réel auteur du texte, présente le modèle du programme de la future Démocratie chrétienne au lendemain de la chute du fascisme et au début d'une nouvelle ère politique en Italie.
De Gasperi, qui est le dernier secrétaire du Partito Popolare Italiano, l'a préparé à Rome à la fin de l'année 1942 et dans les premiers mois de l'année 1943 en collaboration avec Paolo Bonomi, Pietro Campilli, Camillo Corsanego, Guido Gonella, Achille Grandi, Giovanni Gronchi, Stefano Riccio, Pasquale Saraceno, Mario Scelba et Giuseppe Spataro.

### Crédits de traduction
- (it) Cet article est partiellement ou en totalité issu de l’article de Wikipédia en italien intitulé « Le idee ricostruttive della Democrazia Cristiana » (voir la liste des auteurs).